# Región de Assaba
Assaba (en árabe: ولاية العصابة) es una región del sureste de Mauritania y cuya capital es Kiffa. Otra ciudad importante es Kankossa. Al norte linda con las regiones de Brakna y Tagant, Hodh el Gharbi al este, Malí al sur y Gorgol y Guidimaka al oeste.
Se sudivide en 5 departamentos:
- Aftout (Aftout)
- Boumdeid (Boumdeid)
- Guerou (Guerou)
- Kankossa (Kankossa)
- Kiffa (Kifa)